# Laura Poggioli
Laura Poggioli, née en 1985 à Angers, est une écrivaine française.

## Biographie

### Enfance et formation
Laura Poggioli naît à Angers. Elle est d’origine italienne par ses grands-parents. 
Elle est diplômée de Sciences-Po. Passionnée par la Russie, elle vit un temps à Moscou vers l'âge de vingt ans pour y faire ses études,,,.

### Carrière
Laura Poggioli commence sa carrière dans un cabinet d’audit financier mais sa passion pour la littérature la pousse à passer un CAPES de Lettres modernes après la naissance de sa fille aînée. Elle enseignera le français durant quatre ans. 
Puis, parce qu'elle voudrait se consacrer à l'écriture, elle décide de devenir free-lance en lançant des projets en communication, ce qui lui laisse davantage de temps pour écrire. 
En 2022, elle publie Trois sœurs qui remporte le prix du premier roman du festival Les écrivains chez Gonzague Saint Bris ainsi que le Prix Envoyé par La Poste 2022,. Elle y raconte l'histoire vraie de trois jeunes Russes parricides. Les sœurs Krestina, Angelina et Maria Khatchatourian ont en effet tué leur père qui les battait, insultait et violait depuis l'enfance en 2018,,. Le drame se passe dans la capitale russe et y dénonce le système judiciaire. Il traite également des violences domestiques, dont l'autrice a elle-même été victime lors de son séjour à Moscou,,. 
En 2024 sort son second roman, Époque. L'histoire se déroule dans un service d'addictologie. Le livre traite de l'addiction aux écrans et des risques inhérents au monde digital.

### Vie privée
Elle a trois enfants.

### Roman
- Trois sœurs, 2022 (Éditions de l'Iconoclaste)
- Époque, 2024 (Éditions de l'Iconoclaste)